# Poison Ivy (микстейп)
| Оценки критиков   | Оценки критиков |
| Источник          | Оценка          |
| ----------------- | --------------- |
| Pitchfork         | 4.9/10          |
| Album of The Year | 61              |
| HipHopDX          | 3.7/5           |
| Highsnobiety      | 3.0/5           |

Poison Ivy (с англ. — «Ядовитый плющ») — третий микстейп шведского рэпера Yung Lean, выпущенный 2 ноября 2018 года лейблом YEAR0001.

## Отзывы
Издание Pitchfork отрицательно оценило микстейп, написав: «После прошлогоднего, более чем многообещающего Stranger, последний микстейп стокгольмского рэпера трудно считать чем-то иным, кроме как шагом назад».

## Список композиций
| №                   | Название             | Продюсер            | Длительность |
| ------------------- | -------------------- | ------------------- | ------------ |
| 1.                  | «happy feet»         | Whitearmor          | 3:25         |
| 2.                  | «friday the 13th»    | Whitearmor          | 2:42         |
| 3.                  | «french hotel»       | Whitearmor          | 2:24         |
| 4.                  | «silicon wings»      | Whitearmor          | 2:16         |
| 5.                  | «ropeman»            | Whitearmor          | 1:42         |
| 6.                  | «trashy»             | Whitearmor          | 2:17         |
| 7.                  | «sauron»             | Whitearmor          | 3:39         |
| 8.                  | «bender++girlfriend» | Whitearmor          | 4:47         |
| Общая длительность: | Общая длительность:  | Общая длительность: | 27:12        |

## Чарты
| Чарт (2018)                | Высшая позиция |
| -------------------------- | -------------- |
| Швеция (Sverigetopplistan) | 44             |